# ユニオン・ホール・ストリート駅
ユニオン・ホール・ストリート駅（英: Union Hall Street）とはかつてアメリカ合衆国ニューヨーククイーンズジャマイカにあるヨーク・カレッジのユニオン・ホール・ストリートに存在したロングアイランド鉄道 (LIRR) 本線の駅である。

## 歴史
駅がニューヨーク・アベニュー（英: New York Avenue）（現在のガイ・R・ブリューワー・ブルバード）に1890年6月24日、アトランティック・アベニュー・ラピッド・トランジットの各駅停車がウッドヘブン・ジャンクション駅からジャマイカ駅を通ってロッカウェイ・ジャンクション駅へ延伸した際に開業した。その駅は1905年に閉鎖されたが、サットフィン・ブルバードにあるジャマイカ駅の再開に関する苦情を受けて（主にジャマイカの商業地区の中心 (downtown core) がユニオン・ホール・ストリートの周辺、「オールド・ジャマイカ」 ("Old Jamaica") の敷地に形成されたため）、LIRRは新しいそれを1ブロック離れたユニオン・ホール・ストリートに1913年、ジャマイカ駅を通る線路が立体交差化された際に開業した。ユニオン・ホール・ストリート駅は「オールド・ジャマイカ駅」 ("Old Jamaica Station") の敷地付近に建設され、当初は地平駅であったが最終的には1929年と1931年の間に高架化された。
より新しいジャマイカ駅の建築はサットフィン・ブルバード周辺での商業的開発 (commercial development) をもたらし、その新駅はジャマイカにおける主要なLIRRの駅となった。最終的にはユニオン・ホール・ストリートの後援 (patronage) はサットフィン・ブルバード駅に近い（約半マイル）ことから下火となった。ユニオン・ホールは1976年に閉鎖されたと考えられるが、近年駅舎によく似た装飾的な壁 (decorative wall) が旧ユニオン・ホール・ストリート駅であった橋を跨ぐように置かれた。駅が閉鎖された12年後、ユニオン・ホール・ストリート付近の交通ニーズ (transportation needs) は旧駅から西に2ブロックの場所にあるジャマイカ・センター-パーソンズ/アーチャー地下鉄駅で補っているが、これはより正確には旧ユニオン・ホール・ストリート駅のためというよりも、1ブロック北のジャマイカ・アベニューにあった旧160丁目高架鉄道駅の代替駅であった。

## イメージ・ギャラリー

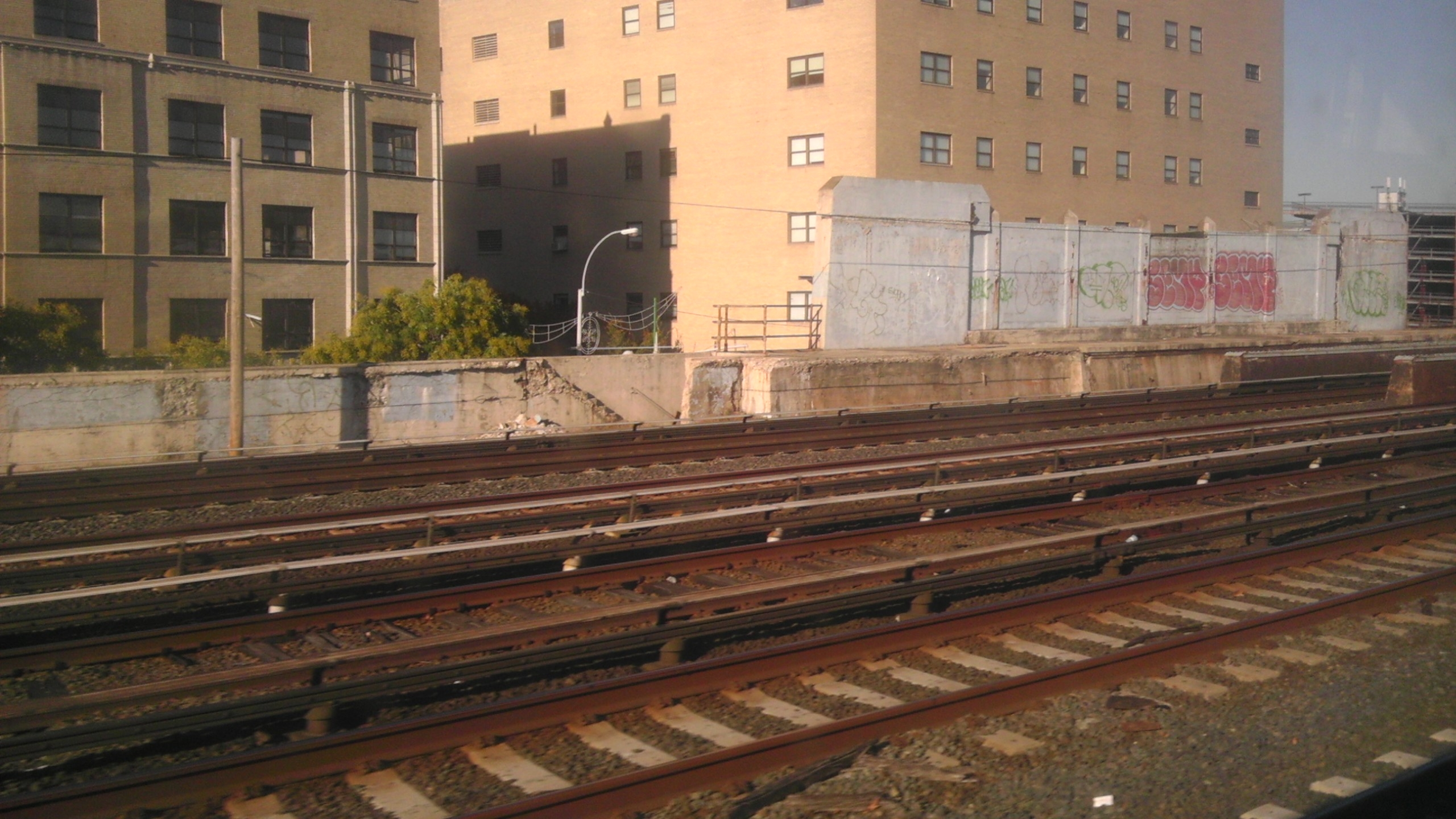
線路の高さから見たニューヨーク行きプラットホームの東端（2013年10月、通過中のハンティントン行き列車から）[2]。特筆：階段の遺構が見える
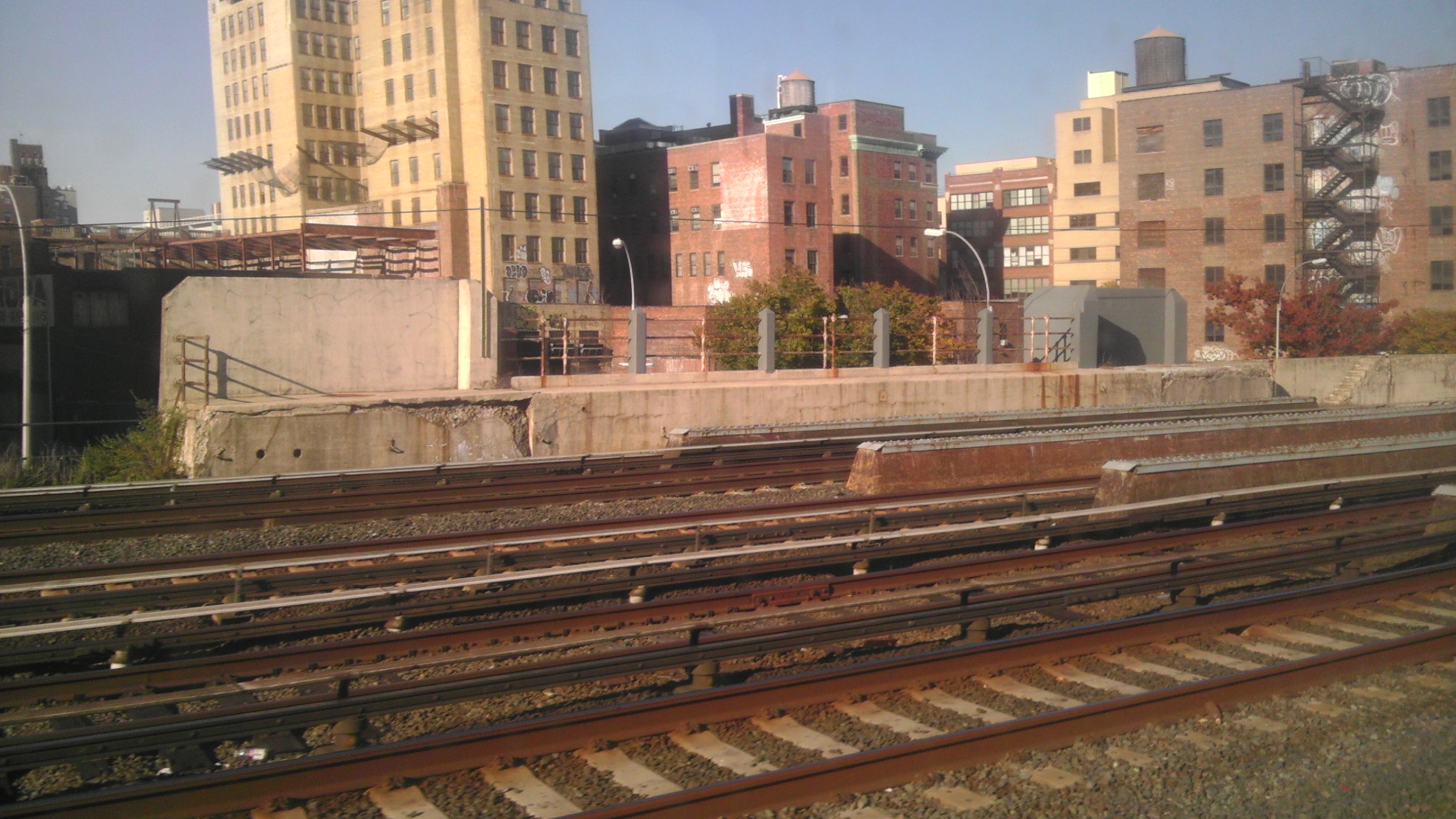
線路の高さから見たニューヨーク行きプラットホームの西端（2013年10月、通過中のハンティントン行き列車から）。